# Landgericht Altenburg

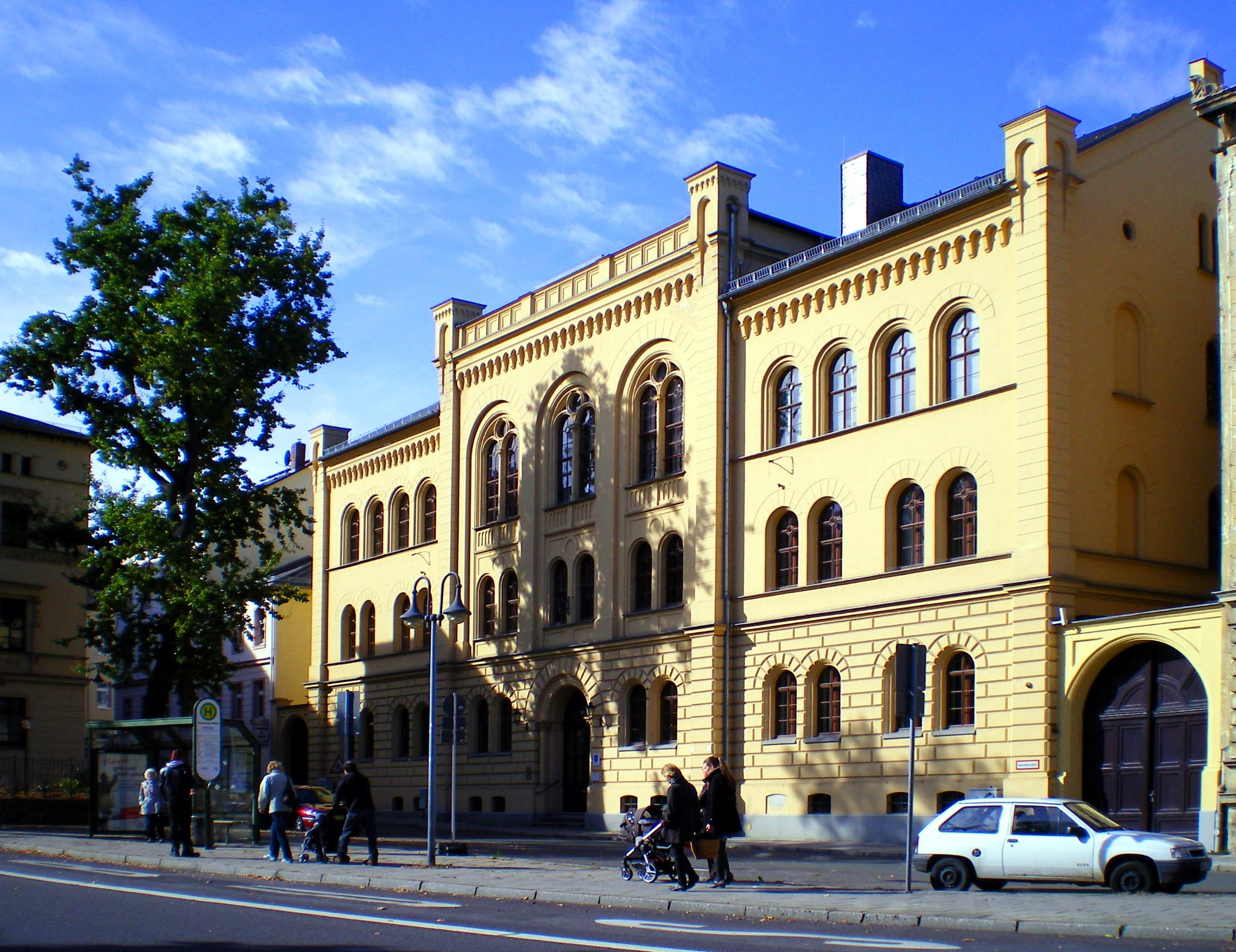
Im früheren Landgerichtsgebäude befindet sich heute das Sozialgericht Altenburg.

Das Landgericht Altenburg war seit 1879 ein in Altenburg beheimatetes Landgericht, das dem Oberlandesgericht Jena unterstellt war. Es entstand mit Einführung des Reichsgerichtsverfassungsgesetzes im Herzogtum Sachsen-Altenburg im Jahr 1879 aus dem Appellationsgericht Altenburg. Da der räumliche Zuständigkeitsbereich erhalten blieb, war das Landgericht Altenburg für das gesamte Staatsgebiet des Herzogtums Sachsen-Altenburg zuständig. 
Darunter waren folgende 6 bzw. 7 (ab 1906) Amtsgerichte angesiedelt:
- Amtsgericht Altenburg in Altenburg
- Amtsgericht Eisenberg in Eisenberg
- Amtsgericht Kahla in Kahla
- Amtsgericht Meuselwitz in Meuselwitz (1906 vom Amtsgericht Altenburg abgespaltet)
- Amtsgericht Roda in Roda
- Amtsgericht Ronneburg in Ronneburg
- Amtsgericht Schmölln in Schmölln

Das Landgericht diente zwischen 1881 und 1923 auch als Disziplinarkammer für Verfahren gegen Staatsbeamte im Herzogtum bzw. ab 1918 im Freistaat Sachsen-Altenburg. Nachdem im Jahr 1920 der Freistaat Sachsen-Altenburg im Land Thüringen aufgegangen war, wurde der Gerichtssprengel der Behörde im Jahr 1923 auf den Stadt- und Landkreis Altenburg (Amtsgerichte Altenburg, Meuselwitz und Schmölln), sowie den nun zum Landkreis Gera gehörigen Amtsgerichtsbezirk Ronneburg beschränkt. 1949 erfolgte die Auflösung der Behörde und deren Eingliederung in den Bezirk des Landgerichts Gera.
Im Gebäude des Altenburger Landgerichts residiert heute das Sozialgericht Altenburg. Hier wurden 1937 die Prozesse gegen die Altenburger Homosexuellen-Szene verhandelt und im anschließenden Gerichtsgefängnis saß Rudolf Brazda seine Gefängnisstrafe ab.